# Lesbos
Lesbos oder Lesvos (griechisch Λέσβος) ist die drittgrößte Insel Griechenlands und mit einer Fläche von knapp 1636 km² die achtgrößte im Mittelmeer. Seit 2011 bildet die Insel den Regionalbezirk Lesbos (Περιφερειακή Ενότητα Λέσβου) in der Region Nördliche Ägäis. Nach der Volkszählung von 2011 hatte die Insel 86.436 Einwohner. Seit 2019 ist die Insel in zwei Gemeinden untergliedert. In Mytilini, dem Handels- und Wirtschaftszentrum der Insel, leben 37.890 Einwohner. Hinzu kommen noch ca. 12.000 Menschen, die sich im Flüchtlingslager Moria aufhielten, bis es im September 2020 bei einem Großbrand fast vollständig zerstört wurde.

## Name
In der griechischen Mythologie ist der namensgebende Eponymos der Insel der Lapithe Lesbos, der Sohn des Lapithes, der Methymna heiratete, die der lesbischen Stadt Mithymna ihren Namen gab. Das Wort lesbisch, im Sinne von weiblich homosexuell, wird vom Namen der Insel abgeleitet, da die von dort stammende antike Dichterin Sappho in ihren Gedichten von der Liebe zu Frauen sang.
Im 18. und 19. Jahrhundert war die gesamte Insel im restlichen Europa allgemein als Mytilene (französisch Mytilène) bekannt; der damals übliche türkische Name lautete Midilli. In deutschsprachigen Publikationen und Zeitungen wurde bis weit nach der Mitte des 19. Jahrhunderts hauptsächlich der Name Metelin verwendet, abgeleitet von italienisch Metelino. Den Namen „Lesbos“ gebrauchte man im Deutschen vor dem 20. Jahrhundert vor allem dann, wenn von der antiken Geschichte der Insel die Rede war.

## Geographie

### Lage
Lesbos liegt in der nördlichen Ägäis und wird innerhalb der Nordostägäischen Inseln zu den Ostägäischen Inseln gezählt. Im Norden trennt der Golf von Edremit (Edremit Körfezi) die Insel von Kleinasien mit etwa neun Kilometern in kürzester Entfernung, im Osten die etwa 15 km breite Meerenge von Lesbos (Στενό Μυτιλήνης). Die nächstgelegenen größeren Inseln sind Chios 48 km südlich, Psara 65 km südwestlich, Agios Efstratios 76 km westlich sowie Limnos 74 km nordwestlich.

### Gestalt

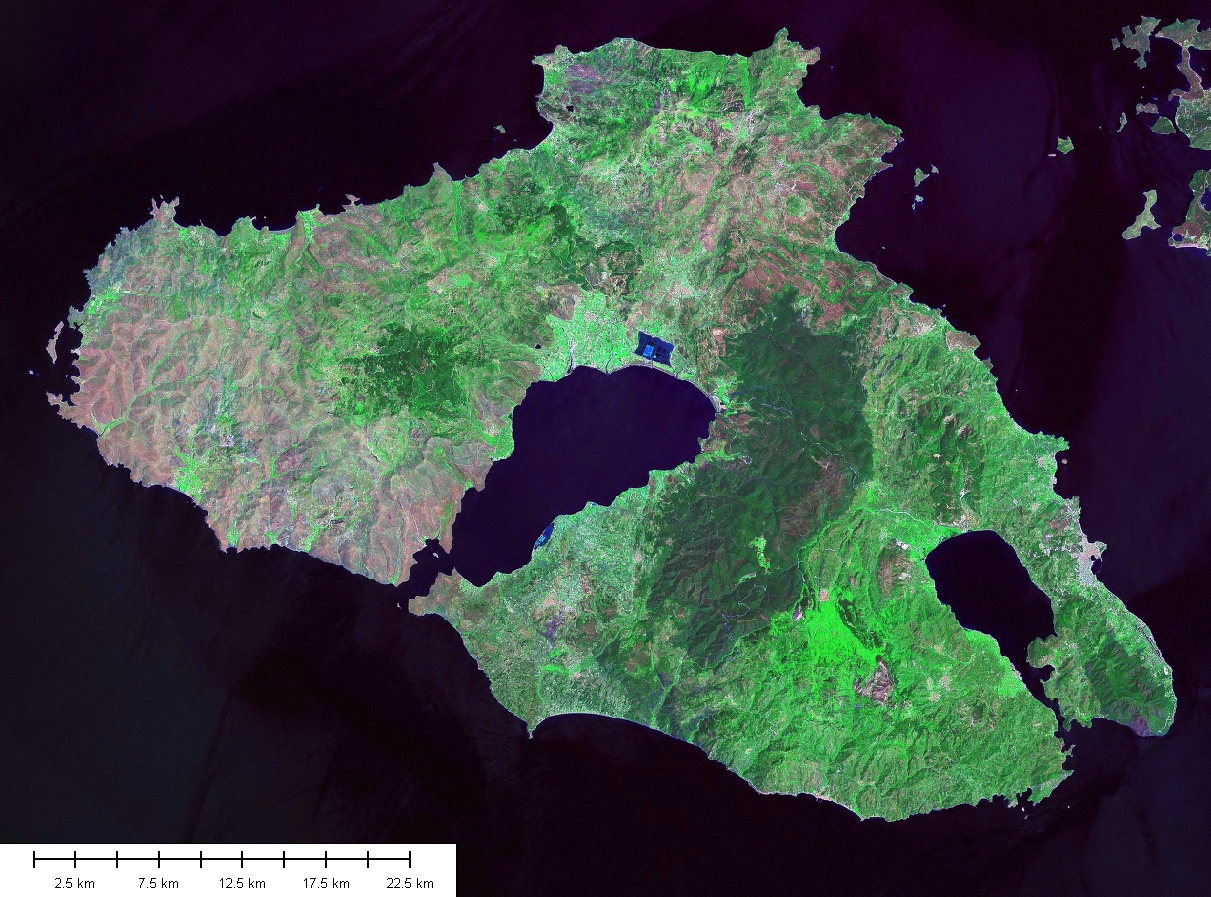
Satellitenbild

Lesbos ist vulkanischen Ursprungs und erhebt sich an mehreren Stellen bis nahezu tausend Meter über dem Meer. Die 1635,998 km² große Insel wird durch zwei von Süden her tief ins Inselinnere reichende Einbuchtungen gegliedert. Ihre maximale Ausdehnung von etwas mehr als 70 km erreicht Lesbos gemessen vom Kap Agrilia (Ακρωτήριο Αγριλιά) im Südosten bis zum Kap Saratsina (Ακρωτήριο Σαράτσινα) im Südwesten. Die längste Erstreckung in Nord-Süd-Richtung beträgt rund 45 km vom Kap Korakas (Ακρωτήριο Κόρακας) bis zum Kap Agios Fokas (Ακρωτήριο Άγιος Φωκάς).
Bergmassive dominieren die Insel. Der Lepetymnos (Λεπέτυμνος) im Norden stellt mit 968 m den höchsten Gipfel der Insel dar, nahezu gleich hoch ist der Olymbos im Süden mit 967 m. Im westlichen weitläufigen Ordymnos-Massiv (Όρδυμνος) erreicht der Profitis Ilias eine Höhe von 799 m, im Südosten ist die Kourteri (Κουρτερή) mit 527 m die höchste Erhebung auf der Amali-Halbinsel (Χερσόνησος Αμαλή). Fast die Hälfte der Insel ist hügeliges Land mit Oliven- und Obstbäumen sowie Wäldern, vorwiegend mediterraner Kiefern mit Eichen und Walnussbäumen. Sie bedecken etwa 20 % der Inselfläche. Das Berg- und Hügelland wird immer wieder von Ebenen unterbrochen, die knapp ein Drittel der Insel ausmachen. Die größten liegen an den beiden binnenseeartigen Golfen. Lesbos hat mehr als ein Dutzend ganzjährig Wasser führende Flüsse und Bäche, die größten entspringen am Olymbos im Osten der Insel, der Evergetoulas mündet in den Golf von Gera.
Von der Südküste her reichen zwei Meeresbuchten mit einer Wassertiefe je um rund 20 Meter weit in die Insel hinein. Der 43 km² große und etwa 6,5 km lange Golf von Gera (Κόλπος Γέρας) im Südosten ist über einen 200 bis 800 m breiten Kanal mit dem Meer verbunden. Der Golf von Kalloni (Κόλπος Καλλονής) mit einer Oberfläche von 110 km² geht bis zu 21 km ins Inselinnere. Die übrige Küstenlinie ist durch zahlreiche kleinere Buchten gegliedert. An verschiedenen Stellen sind der Küste unbewohnte Inselchen vorgelagert. Die größte ist Megalonisi im äußersten Westen, ganz im Osten liegen die Tomaronisia.

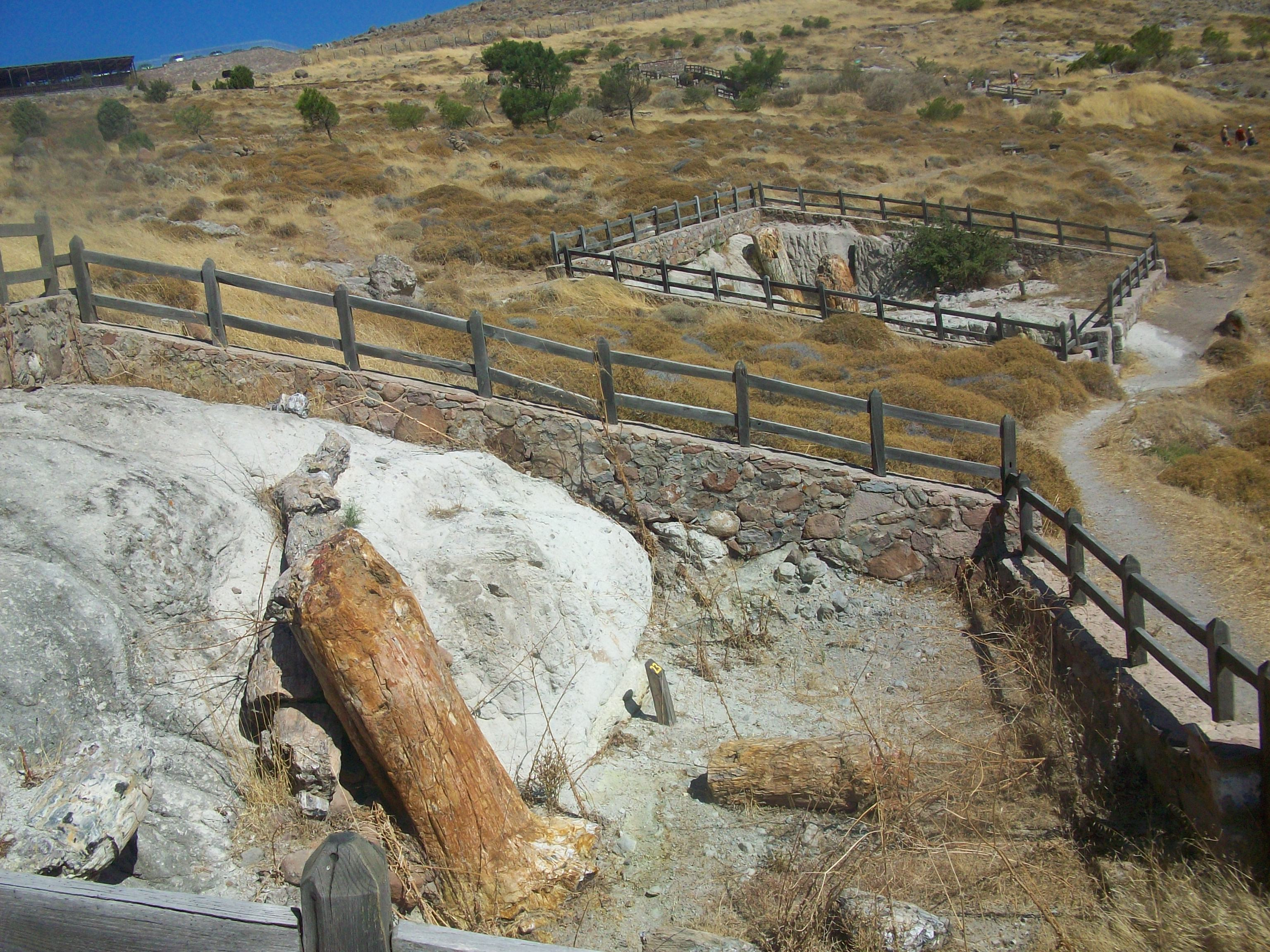
Zwei versteinerte Baumstämme im Geopark Lesbos. Sie wurden dadurch erhalten, dass sie von vulkanischer Asche bedeckt wurden.

Auf dem Weg zwischen Antissa und Sigri gibt es einen versteinerten Wald aus der Zeit von vor 23 Millionen Jahren. In West-Lesbos gibt es mehr als 30 ehemalige Lavadome, sogenannte Necks, und mehrere vulkanische Kalderen (Skoutari, Vatousa, Agra und Anemotia). Der Osten der Insel ist bewaldet und zum Großteil nicht vulkanisch. Nur bei Polichnitos gibt es deutliche Zeichen von aktivem Vulkanismus und die heißesten Quellen Griechenlands (70–85 °C).

### Klima
Starke ungleichmäßige räumliche und jahreszeitliche Niederschlagsverteilung und große Unterschiede zwischen Minimum und Maximum der Tagestemperaturen kennzeichnen das Klima der Insel. Lesbos liegt im Übergangsbereich des mediterranen Winterregenklimas zum kontinental geprägten Steppenklima Kleinasiens. Der semiaride Inselwesten wird durch eine etwa zehn Kilometer breite Übergangszone vom subhumiden Inselosten getrennt.
Die Aufzeichnungen der Wetterstation Mytilini im Inselosten weisen auf einen heißen und trockenen Sommer von April bis Oktober mit einer mittleren Temperatur von 26,2 °C und einen kühl-feuchten Winter von November bis März mit einer mittleren Temperatur von 10,5 °C hin. Im Zeitraum von 1955 bis 1997 lag die absolute Höchsttemperatur in Mytilini bei 40,4 °C, die Tiefsttemperatur bei −4,4 °C.
Während der heißen Zeit sind Regenfälle selten. Die durchschnittliche Niederschlagsmenge liegt im Juli bei 2,7 mm und von Juni bis August bei insgesamt 14,7 mm. Die Niederschläge sind auf die nass-kalte Jahreszeit konzentriert, mit einem Spitzenwert von 152,7 mm im Dezember. Der durchschnittliche jährliche Niederschlag schwankt zwischen 725 mm im Osten und nur 414 mm im westlichen Teil der Insel. Die langfristigen Niederschlagsdaten für Mytilini zeigen eine Abnahme der Menge von etwa 35 % von 1980 bis 2000. Eine weitere Verringerung der mittleren jährlichen Niederschlagsmenge wird seit dem Jahr 2000 beobachtet. Im Zeitraum von 2000 bis 2008 hat sich im Vergleich zum Mittelwert von 1954 bis 1999 die Niederschlagsmenge nahezu halbiert. Dieser Trend wurde für alle Monate mit Ausnahme des Novembers festgestellt. Der Rückgang der Regentage beträgt etwa zwei Tage pro Monat. Dieser Rückgang der Niederschläge in Verbindung mit der Erhöhung der Lufttemperatur wurde bereits für andere Regionen des Mittelmeerraums nachgewiesen oder vorhergesagt.
Niederschlagsdaten von verschiedenen Standorten auf der Insel zeigen, dass der westliche Inselteil lediglich 65 % der Regenmenge gegenüber den übrigen Gebieten erhält. Die reduzierten Niederschläge in West-Lesbos sind hauptsächlich auf starke Winde in diesem Gebiet zurückzuführen. Die mittleren Geschwindigkeiten sind etwa doppelt so hoch wie in den östlichen und zentralen Inselgebieten.
|                       | Jan   | Feb  | Mär  | Apr  | Mai  | Jun  | Jul  | Aug  | Sep  | Okt  | Nov  | Dez   |   |       |
| Mittl. Tagesmax. (°C) | 12,2  | 12,8 | 15,0 | 19,3 | 24,3 | 28,9 | 31,0 | 30,8 | 27,0 | 22,0 | 17,4 | 13,9  | ⌀ | 21,3  |
| Mittl. Tagesmin. (°C) | 6,8   | 7,0  | 8,2  | 11,4 | 15,3 | 19,6 | 22,0 | 21,7 | 18,6 | 15,0 | 11,4 | 8,7   | ⌀ | 13,8  |
|                       |       |      |      |      |      |      |      |      |      |      |      |       |   |       |
| Niederschlag (mm)     | 111,0 | 96,2 | 70,1 | 44,8 | 19,8 | 6,4  | 2,0  | 2,7  | 12,4 | 43,9 | 97,1 | 138,7 | Σ | 645,1 |
|                       |       |      |      |      |      |      |      |      |      |      |      |       |   |       |
| Regentage (d)         | 12,8  | 11,6 | 10,4 | 9,3  | 5,6  | 2,7  | 1,0  | 0,8  | 2,9  | 6,5  | 10,0 | 13,6  | Σ | 87,2  |

| 6,8 |

| 7,0 |

| 8,2 |

| 11,4 |

| 15,3 |

| 19,6 |

| 22,0 |

| 21,7 |

| 18,6 |

| 15,0 |

| 11,4 |

| 8,7 |

| 6,8 |

| 7,0 |

| 8,2 |

| 11,4 |

| 15,3 |

| 19,6 |

| 22,0 |

| 21,7 |

| 18,6 |

| 15,0 |

| 11,4 |

| 8,7 |

## Verwaltungsgliederung
Mit der Umsetzung der Gemeindereform nach dem Kapodistrias-Programm im Jahr 1997 war die Insel Lesbos in 13 Gemeinden mit insgesamt 73 Gemeindebezirken untergliedert. Zum 1. Januar 2011 führte das Kallikratis-Programm die ehemaligen Gemeinden der Insel zur neu geschaffenen Gemeinde Lesvos (Dimos Lesvou Δήμος Λέσβου) zusammen, Verwaltungssitz war Mytilini. Diese Gemeinde wurde 2019 in die beiden Gemeinden Mytilini und Dytiki Lesvos aufgetrennt.
| Gemeindebezirk     | griechischer Name                    | Code   | Fläche (km²) | Einwohner 2001 | Einwohner 2011 | Stadtbezirke / Ortsgemeinschaften (Δημοτική / Τοπική Κοινότητα)                          | Lage |
| ------------------ | ------------------------------------ | ------ | ------------ | -------------- | -------------- | ---------------------------------------------------------------------------------------- | ---- |
| Mytilini           | Δημοτική Ενότητα Μυτιλήνης           | 530101 | 108,222      | 36.196         | 37.890         | Mytilini, Agia Marina, Alyfanda, Afalonas, Loutra, Moria, Pamfila, Panagiouda, Taxiarche |      |
| Agia Paraskevi     | Δημοτική Ενότητα Αγίας Παρασκευής    | 530102 | 118,491      | 02.628         | 02.497         | Agia Paraskevi, Napi                                                                     |      |
| Agiasos            | Δημοτική Ενότητα Αγιάσου             | 530103 | 079,769      | 02.587         | 02.373         | Agiasos                                                                                  |      |
| Gera               | Δημοτική Ενότητα Γέρας               | 530104 | 086,743      | 06.985         | 06.101         | Pappados, Mesagros, Paleokipos, Perama, Plakados, Skopelos                               |      |
| Eresos-Andissa     | Δημοτική Ενότητα Ερεσού-Αντίσσης     | 530105 | 292,814      | 05.530         | 05.269         | Eresos, Andissa, Vatoussa, Mesotopos, Pterounda, Sigri, Chidira                          |      |
| Evergetoulas       | Δημοτική Ενότητα Ευεργέτουλα         | 530106 | 089,670      | 03.336         | 02.771         | Sykoundos, Asomatos, Ippio, Kato Tritos, Keramia, Lambou Myli, Mychos                    |      |
| Kalloni            | Δημοτική Ενότητα Καλλονής            | 530107 | 242,277      | 08.194         | 08.504         | Kalloni, Agra, Anemotia, Arisvi, Dafia, Keramio, Parakila, Skalochorio, Filia            |      |
| Loutropoli Thermis | Δημοτική Ενότητα Λουτροπόλεως Θερμής | 530108 | 080,317      | 03.809         | 03.135         | Loutropolis Thermis, Komi, Mistegna, Nees Kydonies, Pigi, Pyrgi Thermis                  |      |
| Mandamados         | Δημοτική Ενότητα Μανταμάδου          | 530109 | 122,515      | 03.210         | 02.447         | Mandamados, Kapi, Klio, Pelopi                                                           |      |
| Mithymna           | Δημοτική Ενότητα Μήθυμνας            | 530110 | 050,351      | 02.433         | 02.255         | Mithymna, Argennos, Lepetymnos, Sykaminea                                                |      |
| Petra              | Δημοτική Ενότητα Πέτρας              | 530111 | 072,348      | 03.749         | 03.358         | Petra, Lafionas, Skoutaros, Stypsi, Ypsilometopo                                         |      |
| Plomari            | Δημοτική Ενότητα Πλωμαρίου           | 530112 | 121,934      | 06.698         | 05.602         | Plomari, Akrasi, Ambeliko, Megalochori, Neochori, Paleochori, Plagia, Trygonas           |      |
| Polichnitos        | Δημοτική Ενότητα Πολιχνίτου          | 530113 | 173,657      | 05.288         | 04.234         | Polichnitos, Vasilika, Vrisa, Lisvori, Stavros                                           |      |
| Gesamt             | Gesamt                               | 5301   | 1.639,108    | 90.643         | 86.436         |                                                                                          |      |

Die größten Städte sind der Hauptort der Insel Mytilini sowie Kalloni, Mithymna, Plomari, Agiassos und Petra.

## Geschichte

### Urgeschichte
Auf Lesbos wurde die archäologische Forschung lange vernachlässigt, daher ist die vorschriftliche Geschichte vergleichsweise schlecht erforscht. Früheste Spuren menschlichen Lebens sind Steinartefakte von Rodafnidia (Ροδαφνίδια) bei Lisvori. Die Abschläge in Levalloistechnik werden ins Mittelpaläolithikum datiert, nach jüngeren Forschungen dem Mittelpleistozän bzw. dem Acheuléen zugeordnet. Damit handelt es sich um die älteste Fundstätte Griechenlands. Die Wasserstraße östlich der Insel ist 50 m tief, was während der Kaltzeiten, als der Meeresspiegel bis zu 130 m unter dem heutigen Niveau lag, dazu führte, dass menschliche und tierische Zuwanderung leicht möglich war. Die mittelpaläolithischen Funde wurden auf mindestens 258.000 ± 48.000 Jahre datiert, die Werkzeugtechnologie deutet auf ein noch deutlich höheres Alter, ähnlich wie Kaletepe Deresi 3 oder gar die Olduwai-Stätten.
Siedlungsaktivitäten der späten Jungsteinzeit und damit erster frühbäuerlicher Kulturen konnten an mehreren Orten im Inselinneren auf hoch gelegenen Hügeln und an der Küste nachgewiesen werden. Möglicherweise erklärt sich die relativ späte Neolithisierung, die allerdings nicht gesichert ist, daraus, dass das gegenüberliegende Festland auch eine Verzögerung aufweist. Eventuelle ältere Spuren könnten aber auch durch den ansteigenden Meeresspiegel und damit durch die Zerstörung küstennaher Siedlungen erklärlich sein.

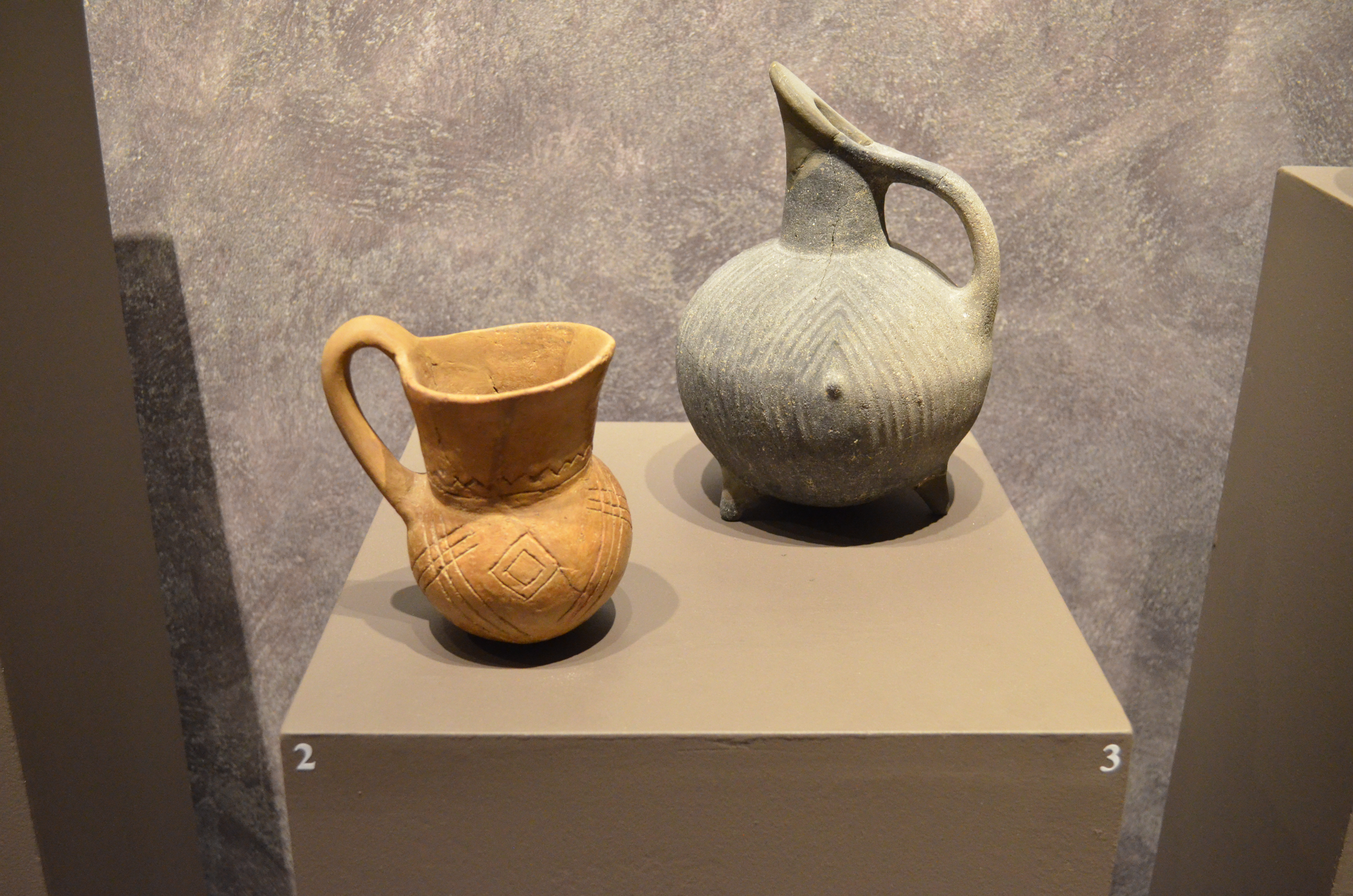
Frühbronzezeitliche Gefäße aus Thermi, Archäologisches Museum Mytilini

Nahezu 40 Siedlungsstätten bezeugen die anhaltende Besiedlung seit der Frühbronzezeit, also im 3. Jahrtausend v. Chr. Die Orte lagen bevorzugt an der Küste oder auf Schwemmland im Osten, Südosten und im Inselzentrum. Der westliche Inselteil wurde frühestens ab der Mittleren Bronzezeit, also im frühen 2. Jahrtausend v. Chr., und vor allem in der Küstenzone während der Spätbronzezeit besiedelt. Wichtige Höhensiedlungsstätten sind Angourelia Sarakinas, Saliakas (von dort ließ sich der Weg vom Südosten der Insel und deren Innenteil am Golf von Kalloni kontrollieren) und Prophitias Ilias. Dabei bildeten der Golf von Kalloni und die Ostküste die Hauptsiedlungszentren.
Nur Thermi ist flächendeckend stratigraphisch erforscht, insgesamt wurden sieben Bauphasen nachgewiesen. Die Besiedlung von Thermi begann um etwa 3000 v. Chr. auf einer flachen Halbinsel an der Ostküste in einem der fruchtbarsten Gebiete der Insel. Begünstigt durch die Agrarwirtschaft und den Seehandel entwickelte sich Thermi während der ersten Hälfte des 3. Jahrtausends v. Chr. zu einem frühen urbanen Zentrum der nördlichen Ägäis. Die organisierte Ausweitung der Besiedelung auf eine Fläche von 1,5 Hektar war an den Bedürfnissen der stetig wachsenden Bevölkerung ausgerichtet. In der Phase Thermi IV hatte die Siedlung etwa 1200 Einwohner und wurde durch eine komplexe Befestigung geschützt. In der nachfolgenden Phase Thermi V dominierten in der erneut befestigten Siedlung aneinandergebaute lange, schmale Häuser. Thermi V wurde schließlich in der 2. Hälfte des 3. Jahrtausends v. Chr., noch vor Ende von Troja II, verlassen. Die befestigte Siedlung von Kourtir bei Lisvori erreichte eine Fläche von etwa vier bis fünf Hektar, eine archäologische Notgrabung in begrenztem Umfang wurde durchgeführt.

### Spätbronzezeit, Hethiter
In der Spätbronzezeit gehörte Lesbos ab dem späten 14. Jahrhundert v. Chr. zum Herrschaftsbereich des hethitischen Vasallenstaates Šeḫa. Zwei hethitische Texte aus dem 13. Jahrhundert v. Chr. bezeichnen die Insel als Lazba oder Lazpa. Der erste (KUB V, 6), der vermutlich aus der Zeit des hethitischen Großkönigs Muršili II. stammt, berichtet von der Überführung eines Götterbildes aus der vermutlich gleichnamigen Hauptstadt nach Ḫattuša. Der zweite (KUB 19.5), von Manapa-Tarḫunta stammend und an den hethitischen Großkönig Muwatalli II. gerichtet, erwähnt einen Angriff auf die Insel durch Piyamaradu, einen Fürsten aus dem ehemaligen Arzawa-Gebiet. Dieser entführte dabei mehrere Sarapitu, wohl Priester oder Handwerker, nach Itamar Singer Purpurfärber, die im Dienst der Könige von Mira, Seḫa, aber auch des hethitischen Großkönigs standen, nach Millawanda (sehr wahrscheinlich Milet), das von Aḫḫijawa beherrscht wurde und die Aktionen des Piyamaradu zumindest deckte.

### Antike
Schon im 6. Jahrhundert v. Chr. kam es zu einer Blüte der Dichtkunst, die sich mit Namen wie Sappho († um 570 v. Chr.) oder Alkaios von Lesbos († um 580 v. Chr.) verbindet. Später kamen Musik und Philosophie hinzu; hier sind Aristoteles (er lebte 345/344 v. Chr. in Mytilini), Theophrastos († 287 v. Chr.) und Epikur (geboren auf Samos) zu nennen.

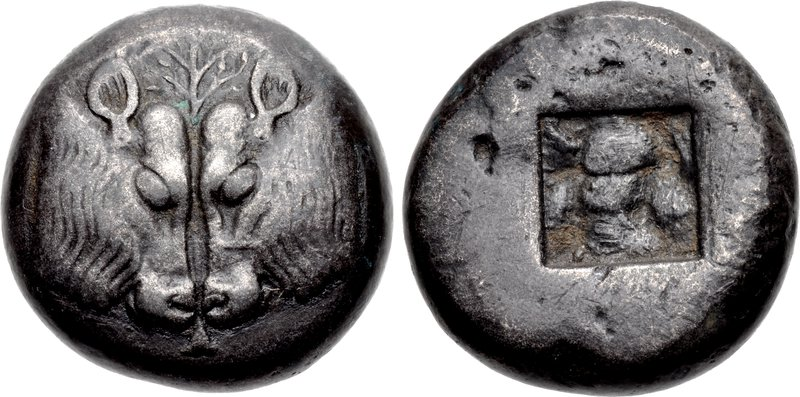
Unter den Persern geprägte Münze, ca. 510–480 v. Chr.

Um 600 v. Chr. traten Tyrannen auf, die sich erbitterte Kämpfe um Ansehen und Macht lieferten, nachdem die Insel schon zuvor heftige Auseinandersetzungen erlebt hatte. Dabei trägt vor allem das Werk des Alkaios zur vergleichsweise günstigen Quellenlage bei. Für die späte Phase der Tyrannis, gegen Ende des 6. Jahrhunderts, sind wir auf Herodot und seine Schilderung des Koes angewiesen. Melanchros, „Tyrann von Mytilene“, wurde nach Alkaios in der 42. Olympiade, also zwischen 612/611 und 609/608 v. Chr., von Pittakos gestürzt. Der Beginn von dessen Aisymnetie wird meist in die Zeit um 598/597 datiert; zugleich ist der Krieg um Sigeion überliefert, eine Stadt auf dem kleinasiatischen Festland. Dennoch gilt seine Herrschaft, nach der Niederwerfung seiner Feinde, als vergleichsweise friedliche Zeit. Sein Amtsverzicht brachte ihn in den Rang eines der Sieben Weisen. Koes schließlich wurde Ende des 6. Jahrhunderts von den Persern als Tyrann installiert, auf welche Weise ist nicht bekannt. Der persische Feldherr Otanes eroberte mit Hilfe lesbischer Schiffe die Inseln Lemnos und Imbros, Koes selbst nahm 499 am persischen Feldzug gegen Naxos teil. Nach dem Scheitern dieses Feldzuges wurde Koes im Zuge des Ionischen Aufstandes der Griechenstädte gegen die Perser gefangen genommen und gesteinigt. Die zweite Form der Tyrannis war offenbar auf persischen Rückhalt angewiesen.

Der Delisch-Attische Seebund, 431 v. Chr.

Lesbos blieb vor allem wegen der Hafenstadt Mytilini und der Nähe zum Persischen Großreich von erheblicher Bedeutung. 478 v. Chr. wurde die Polis Mitglied im Attischen Seebund, doch fiel sie 428 von diesem Bund unter Führung Athens ab. Mytilini war neben Chios der letzte Bündner gewesen, der noch mit eigenen Schiffen die attische Flotte im Seebund unterstützt hatte. Doch die von den Führern der Aufstandsbewegung mit Waffen ausgerüsteten einfachen mytilenischen Bürger wollten nicht gegen die Athener kämpfen. Stattdessen erzwangen sie die Kapitulation und Auslieferung der Stadt an den athenischen Strategen Paches. Er ließ mehr als 1000 Hauptbetreiber des Abfalls vom Seebund zur Aburteilung durch die Volksversammlung nach Athen verbringen und ihr Land an attische Kleruchen verteilen. Die bereits angesetzte Aktion zur Hinrichtung und Versklavung der Gesamtbevölkerung Mytilenes – es sollte ein abschreckendes Exempel statuiert werden – konnte gerade noch verhindert werden. Mytilenes Befestigungen wurden allerdings geschleift und seine Schiffe von den Athenern übernommen.
406 v. Chr. belagerte die spartanische Flotte unter Kallikratidas die Stadt, der den Feldherrn Konon mit dem Gros der athenischen Flotte im Hafen eingeschlossen hatte. Die Athener sandten eine Hilfsflotte und konnten die Eingeschlossenen in der Schlacht bei den Arginusen – benannt nach einer östlich von Lesbos gelegenen Inselgruppe, heute Garip Adaları – befreien. Die Schlacht war die größte Seeschlacht des Peloponnesischen Krieges. Erst Jahrzehnte später verließ Lesbos den von Athen geführten Seebund. Die führende Macht wurde schließlich Makedonien.
Als Alexander der Große begann, das Perserreich zu erobern, gelang es der persischen Flotte, Lesbos zu erobern. Die Admirale Pharnabazos und Autophradates versuchten die wichtigsten Inseln unter ihrer Kontrolle zu behalten. Alexander marschierte jedoch unbeirrt weiter ostwärts, so dass die makedonischen Nauarchen Hegelochos und Amphoteros ihrerseits systematisch die Inseln besetzen konnten, schließlich auch Lesbos. Dort handelte der athenische Söldnerführer Chares mit 2000 Mann freien Abzug aus.

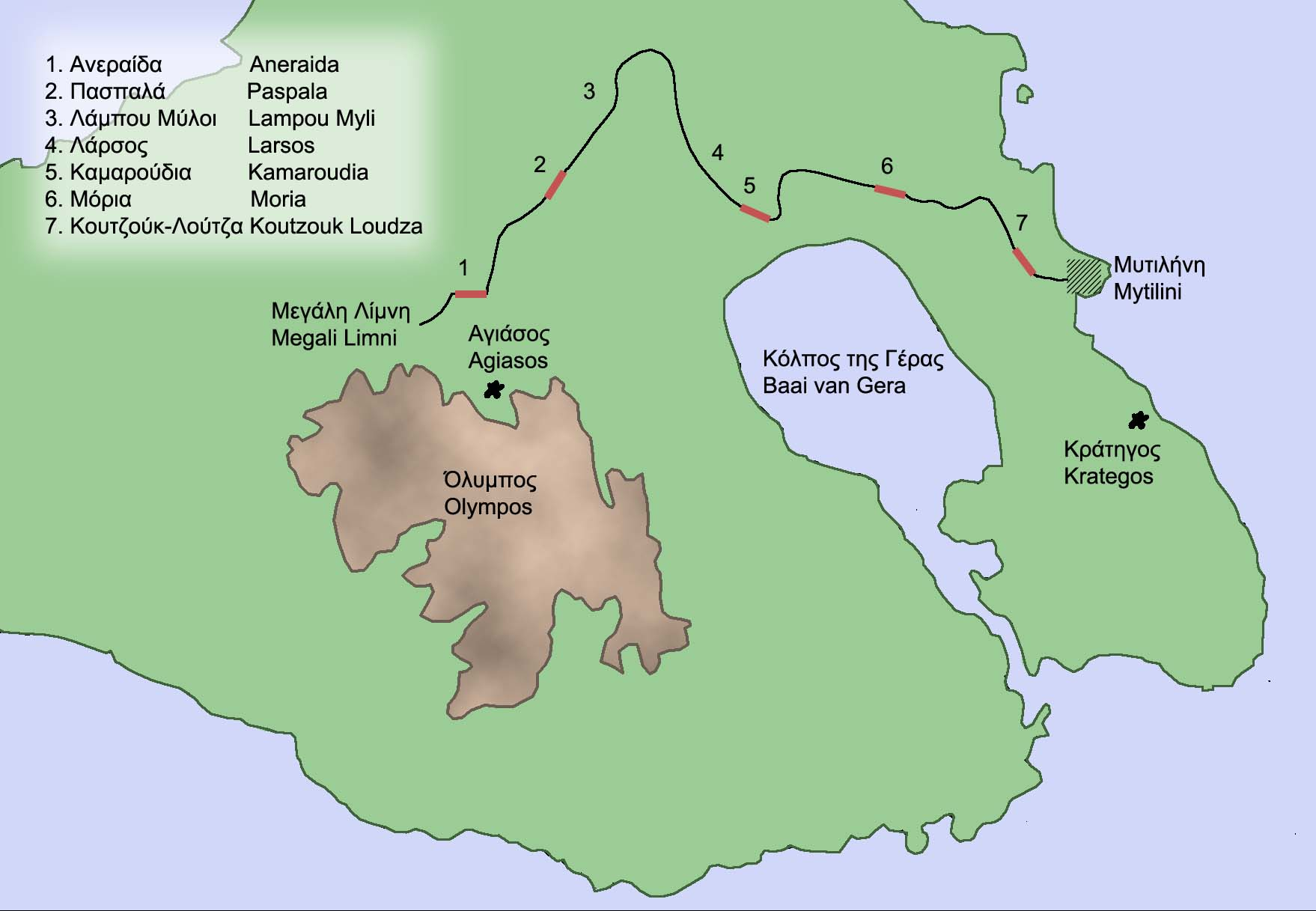
Verlauf der Wasserleitung, 6=Moria

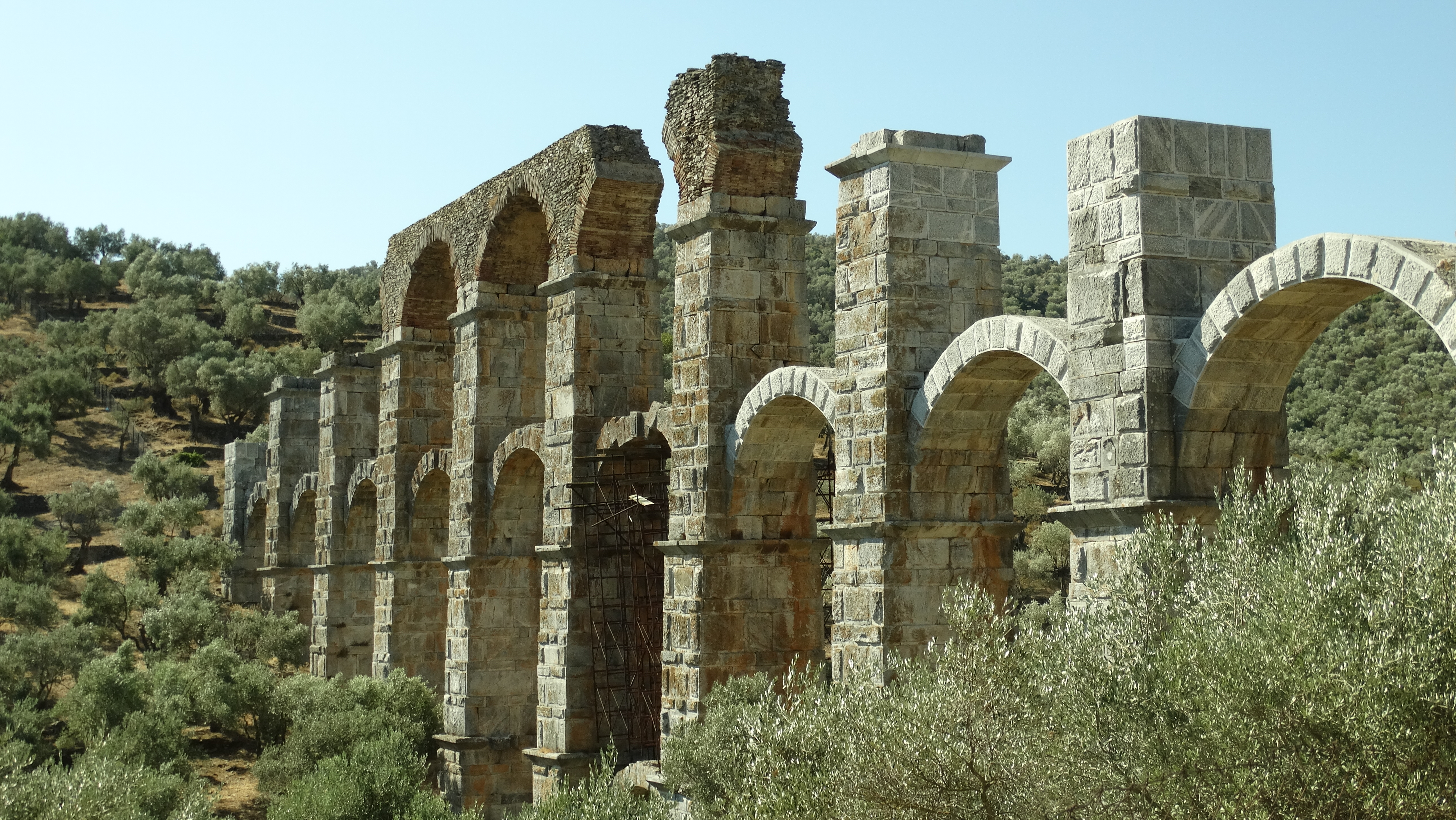
Römischer Aquädukt, südlich von Moria

Nur drei der sechs Aeolischen Städte auf Lesbos bestanden auch in römischer Zeit. Diese waren Mytilene, Methymna und Eresos. Die Insel war unter diesen drei Städten aufgeteilt, wobei Mytilene auch auf dem Festland Besitz aufwies. Die vielen Dörfer auf der Insel unterstanden politisch diesen drei Städten. Die ägäischen Inseln bildeten eine eigene Provinz, deren Sitz auf Rhodos war. Diese Provinz wiederum gehörte seit Diokletian zur Diözese Asia. Diese gehörte wieder zur östlichen Präfektur, der Präfekt saß in Konstantinopel. 535 bis 536 löste Kaiser Justinian I. fünf Provinzen aus dieser Präfektur, wodurch die quaestura exercitus entstand. Mittels dieser Konstruktion versorgten drei Provinzen, nämlich die besagten Inseln, dazu Karien und Zypern, die militarisierten Provinzen Thrakiens, nämlich Mysia II und Skythia.
Die Christianisierung setzte auf der Insel vergleichsweise spät ein. Im Jahr 359 ist für Mytilene ein Bischof überliefert; dieser hatte Anfang des 5. Jahrhunderts die kirchliche Jurisdiktion auf der gesamten Insel, dazu kam Tenedos und die angrenzenden Festlandsgebiete. Tenedos, das im 4. Jahrhundert einen eigenen Bischof hatte, unterstand in dieser Hinsicht nur Lesbos, wenn die Insel auch kurzzeitig ab 431 abgelöst wurde. Diese Randgebiete wurden von untergeordneten Priestern geleitet, die gelegentlich den Titel chorepiskopoi trugen. 536 stand der Bischof von Mytilene im Rang eines Metropoliten, in Methymna ist ein Bischof um 520 belegt, wohl ein Anzeichen für das langsame Vordringen des Christentums auch im Norden von Lesbos.

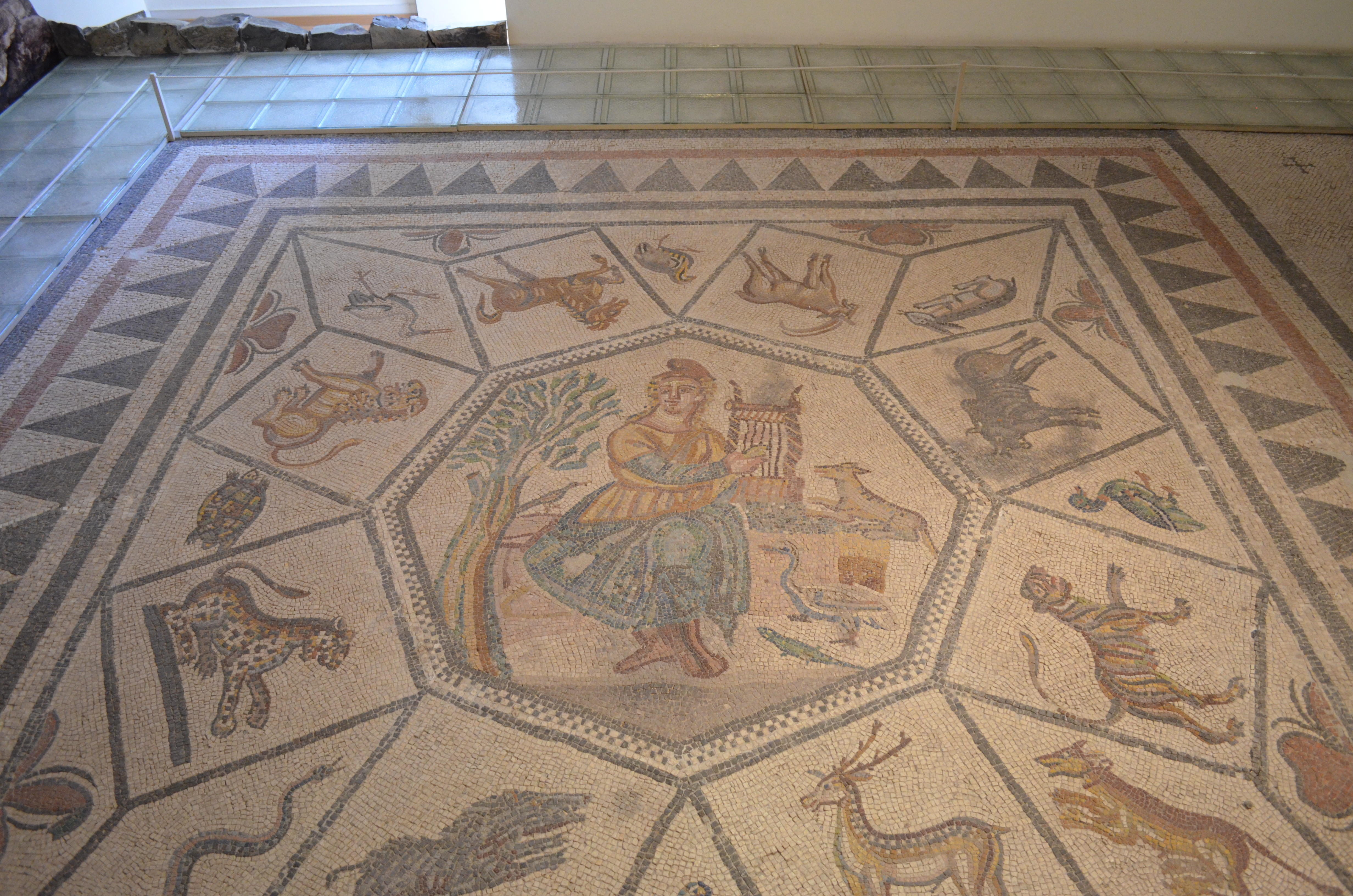
Spätantikes Bodenmosaik aus dem Haus des Menander, Archäologisches Museum Mytilene

In der Spätantike bestanden etwa 60 Gemeinden, eine überraschend hohe Zahl, die sich aus den Häresien ableiten lässt, die die Insel vom 4. bis 6. Jahrhundert prägten. Auch bestanden im Norden noch lange pagane Gemeinden fort. Dabei sind weder Martyrien noch gewaltsame Akte überliefert, sondern die führenden Gemeindemitglieder beschlossen wohl aus Gründen der Anpassung an die übrige spätrömische Elite des Reiches die Konversion.

### Ostrom-Byzanz (bis 1354), Genua (bis 1462), Seldschuken

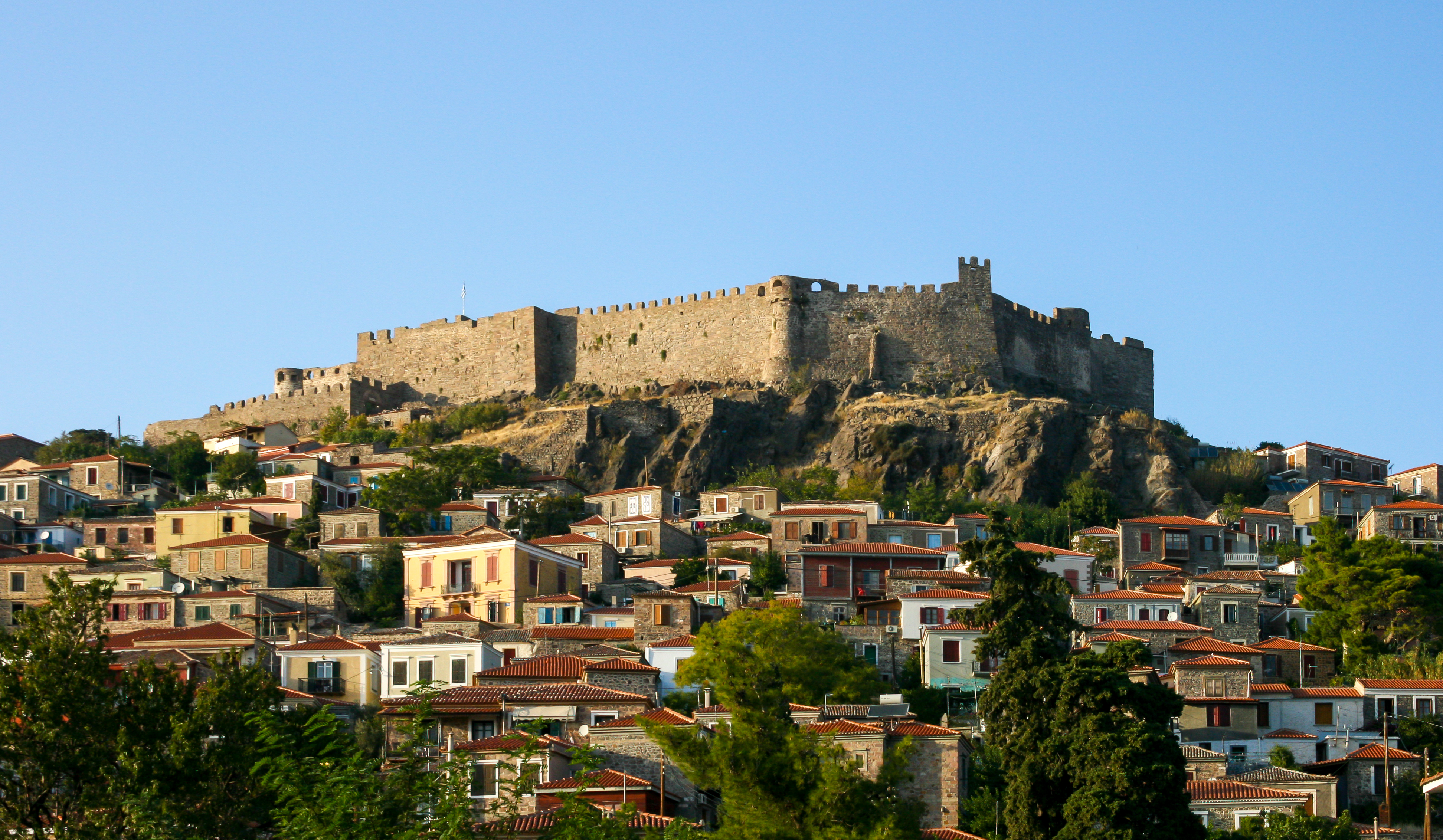
Mithymna mit Festung; als Molova war die Stadt Kaza im osmanischen Sandschak von Metelin im Vilâyet Rhodos.

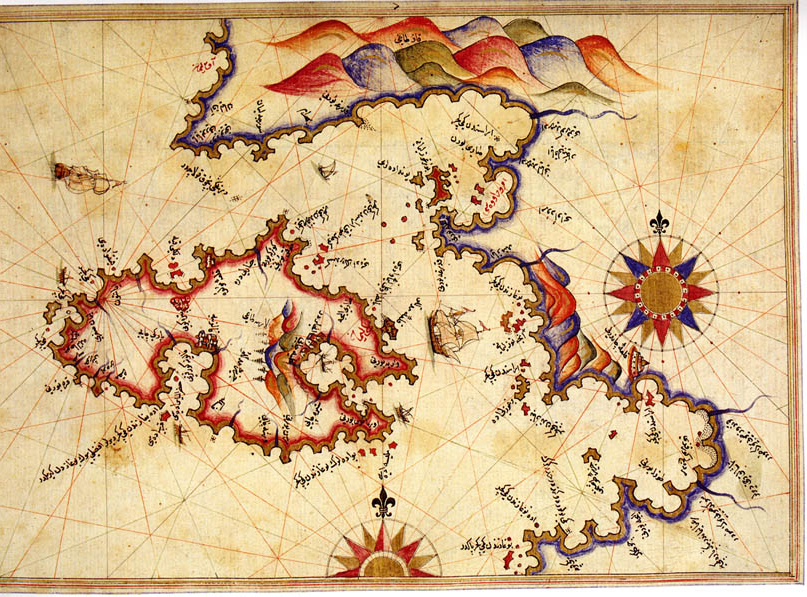
Lesbos und Ayvalik – Karte von Piri Reis

Im Mittelalter und in der Frühen Neuzeit trug die Insel meist den Namen Mitylene. Auf der Insel befanden sich zwei poleis, nämlich Mitylene im Osten, das im 4. Jahrhundert zum Bistum wurde, vor 536 zur Metropolis, und Methymna im Norden, das vor 787 zum Bistum wurde und ab 836 autokephal war. In frühbyzantinischer Zeit gehörte die landwirtschaftlich bedeutende Insel zur Provinz Nesoi, deren Hauptstadt Rhodos war. In mittelbyzantinischer Zeit gehörte die Insel zum Thema Aigaion Pelagos. Darin spiegelt sich eine hierarchisch organisierte Verwaltung, deren Spitzen seit dem frühen 7. Jahrhundert immer in der Hauptstadt Konstantinopel zu finden waren. Von dort ging die religiöse, politische und auch militärische Vereinheitlichung des Reiches aus. Umgekehrt standen den Provinzialen, die sich als Römer, griechische Muttersprachler und Orthodoxe sahen, alle Aufstiegsmöglichkeiten offen.
Mit der Eroberung Anatoliens durch die Seldschuken geriet Byzanz spätestens seit der Schlacht bei Manzikert (1071) in die Defensive. Die Seldschuken drangen bis an die Ägäis vor und gründeten dort Emirate. 1090 gelang es Tzachas, dem Emir von Smyrna, die Insel zu erobern, doch wurde er von der byzantinischen Flotte vertrieben. 1124/25 besetzte eine venezianische Flotte Lesbos, als Venedigs Flotte auf dem Rückweg aus dem Heiligen Land war. Ihre Aufgabe bestand darin, dem Kaiser die Erneuerung eines Handelsvertrages abzuzwingen. Nach Benjamin von Tudela lebten 1165 zehn jüdische Familien in zehn Gemeinden.
Mit der Eroberung Konstantinopels im Verlauf des Vierten Kreuzzugs (1204) fiel die Insel an das Lateinische Kaiserreich, jedoch gelang es einem der Nachfolgereiche des Byzantinischen Reiches, dem Kaiserreich Nikaia 1225, Lesbos zu erobern. Mit der Rückeroberung Konstantinopels 1261 endete die lateinische Periode.
Alexios Philanthropenos, der 1295 in Kleinasien eine Rebellion angeführt hatte, wurde 1323 auf Fürsprache des Patriarchen Jesaias von Kaiser Andronikos II. begnadigt. Ihm gelang die Befreiung von Philadelphia von türkischer Belagerung, und er blieb dort als Gouverneur, bis ihn Andronikos 1326 (oder 1327) als Statthalter nach Lesbos schickte. Doch dessen Nachfolger Andronikos III. enthob ihn 1328 dieses Postens.
Als Lesbos 1335 von einer Lateinertruppe unter dem genuesischen Herrn von Phokaia, Domenico Cattaneo, im Bund mit Nicolò I. von Naxos, eingenommen wurde, eroberte eine Flotte unter dem Kommando von Philanthropenos die Insel für den Kaiser zurück. Die Besatzung der Festung ergab sich allerdings erst im November 1336. Einen neuerlichen Angriff der Türken verhinderten Geldzahlungen. Philanthropenos blieb Gouverneur und starb auf Lesbos vermutlich in den 1340er-Jahren.

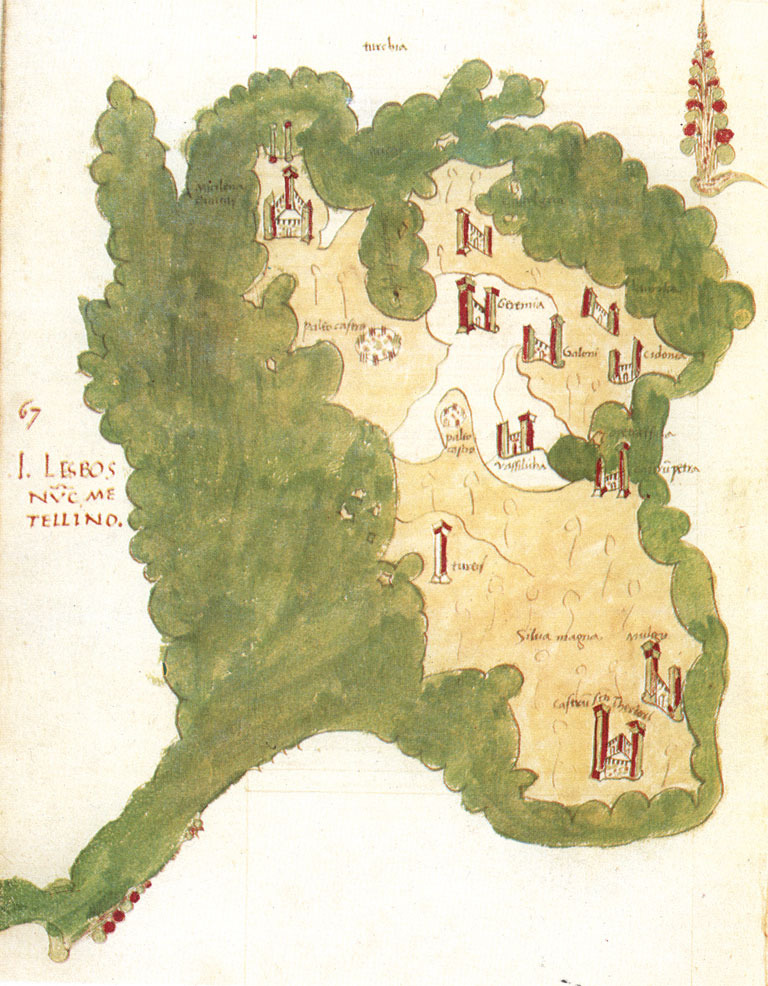
Karte der Insel Lesbos, angefertigt um 1417 bis 1420, Cristoforo Buondelmonti: Liber Insularum Archipelagi

1354 ging Lesbos als Mitgift der Irene-Maria, Schwester Kaiser Johannes V., an den genuesischen Patrizier Francesco Gattilusio als Dank für dessen Waffenhilfe im Kampf gegen Johannes VI. Kantakuzenos. Dabei blieb sie jedoch byzantinisches Territorium. Die Herrschaft der Gattilusio endete 1462 mit der Eroberung der Insel durch die Osmanen unter Mehmed II. Bereits 1450 war es zu einem Flottenunternehmen gegen Kallone gekommen. 1462 wurde etwa ein Drittel der Bewohner nach Konstantinopel deportiert. Lesbos wurde von den Türken nach der Hauptstadt der Insel Mitylene nunmehr „Midillü“ genannt, heute türkisch Midilli Adası.

### Osmanische Zeit (1462–1912)

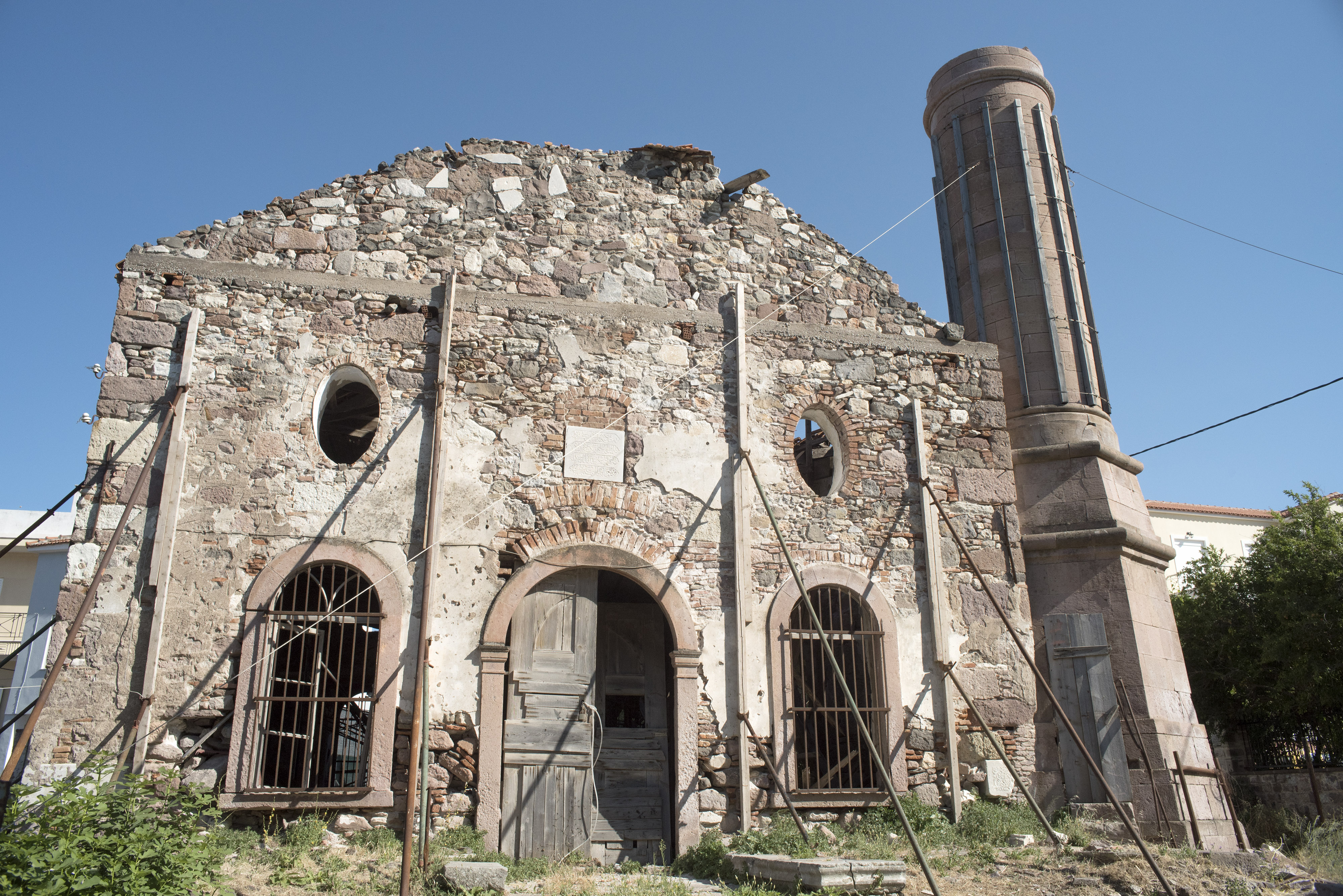
Ehemalige Moschee

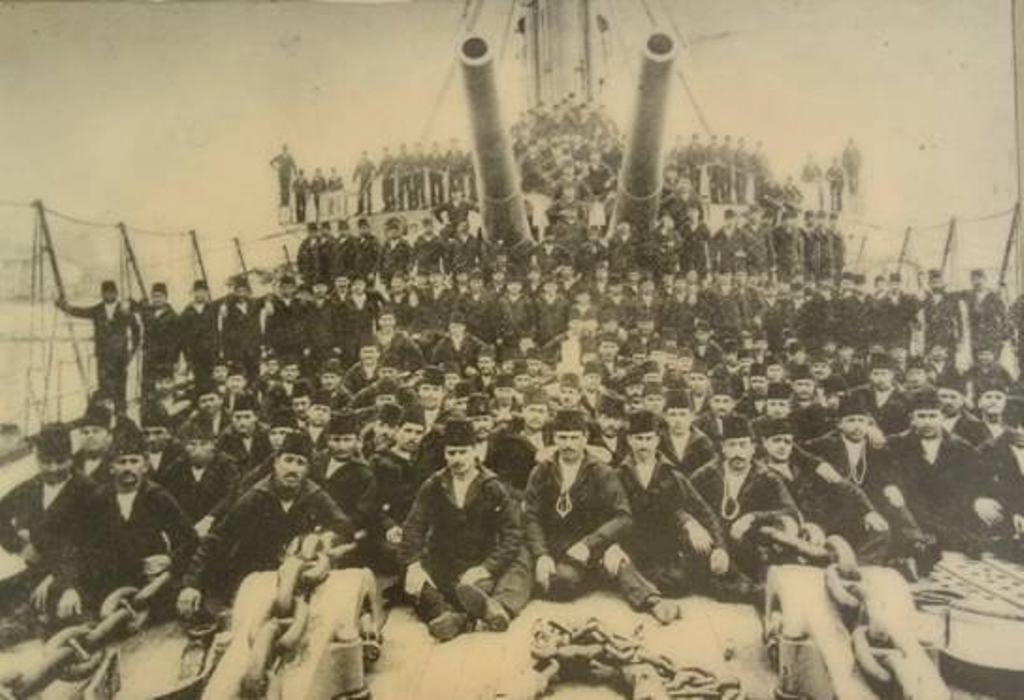
Osmanische Seemänner auf dem nach Hızır benannten Schiff Barbaros Hayreddin, 1913

Die osmanische Zeit ist wenig erforscht. „Castro“, wie die Hauptstadt im 19. Jahrhundert noch vielfach genannt wurde, hatte um 1800 etwa 10.000 Einwohner, „wovon die Türken beiläufig den 5ten Theil ausmachen“, wie William Wittman berichtet.
1463 eroberte Venedig nach der türkischen Eroberung des Peloponnes die Inseln Tenedos und Lesbos, 1473 attackierte eine venezianische Flotte Lesbos, woraufhin osmanische Streitkräfte einen Gegenangriff begannen, der 1470 zur Eroberung des bis dahin venezianischen Negroponte und 1479 des albanischen Shkodra führte.
Aus der lesbischen Hauptstadt stammte auch Hızır, bekannter als Khair ad-Din Barbarossa, der dort um 1478 geboren wurde. Sein Vater Yakub, ein ehemaliger Janitschar oder Sipahi-Soldat, ein zum Islam konvertierter Grieche, hatte sich nach 1462 auf der Insel niedergelassen. Dort heiratete er Catalina, die Witwe eines griechischen Priesters. Gemeinsam hatten sie zwei Töchter und vier Söhne, von denen der spätere gefürchtete Korsar Hızır der jüngste war. Er half seinem Vater lange in der familieneigenen Töpferei, doch um 1500 verließen Hızır und sein vier Jahre älterer Bruder Oruç die Insel in Richtung Nordwestafrika, wo es Hızır gelang, eine eigene Herrschaft zu erringen. Als er in Bedrängnis geriet, begann er für die Osmanen zu kapern und es gelang ihm 1525 und 1534, Algier und Tunis zu erobern.
Mit Solomon Abenayisch (1520(?)–1603) wurde ein sephardischer Jude dux von Lesbos. Geboren wurde er als Alvaro Mendes. Er war ein bedeutender Fürsprecher der anti-spanischen Flottenpolitik.
Ab 1825 entstand in Mytilini eine Mosche, die Yeni Cami, was nichts anderes als Neue Moschee bedeutet. Sie wurde vom Gouverneur (nazır) Kulaksızzade Mustafa Ağa in Auftrag gegeben. Dort wurden, nachdem die Türken die Insel 1912 verlassen mussten, griechische Flüchtlinge untergebracht.
Ein eher berüchtigter Lesbier aus osmanischer Zeit war Cemal Pascha, der im Mai 1872 im seinerzeitigen Midilli-Mytilini geboren wurde. Er war der Sohn eines Militärarztes. Als junger Offizier schloss er sich der jungtürkischen Bewegung an, die die grundlegende Erneuerung des türkischen Staatswesens verfolgte. Gemeinsam mit Ziya Gökalp und Mehmet Talaat war er einer der Gründer des Komitees für Einheit und Fortschritt, das sich die Übernahme der Staatsmacht zum Ziel setzte. 1908 übernahm die Bewegung im Zuge der Jungtürkischen Revolution die Macht. Mit dem Putsch von 1913 stieg Cemal zusammen mit Talaat Bey und Enver Pascha zu einem Triumvirat auf. Cemal wurde 1914 Marineminister, als Militärbefehlshaber und Generalgouverneur von Syrien war er mitverantwortlich für den 1915 von der Regierung angeordneten Völkermord an den Armeniern, denen er als „Aufseher des Völkermords“ gilt. Cemal wurde, 1919 in Abwesenheit wegen Kriegsverbrechen zum Tode verurteilt, 1922 ermordet.

### Griechenland (ab 1912/23)

Bis zum Waffenstillstand von 1912 eroberte, bis dahin osmanische Gebiete

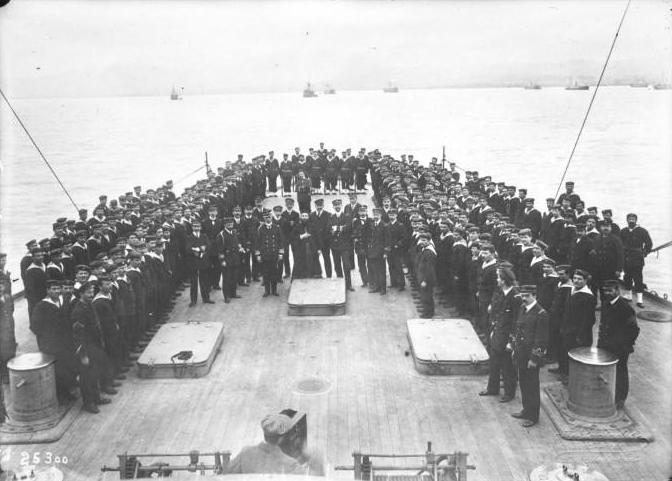
Die im italienischen Livorno 1910 aufgelegte Georgios Averoff drängte im Alleingang die veraltete osmanische Flotte ab. So gelang unter dem Kommando von Pavlos Koundouriotis die Besetzung vieler ägäischer Inseln.

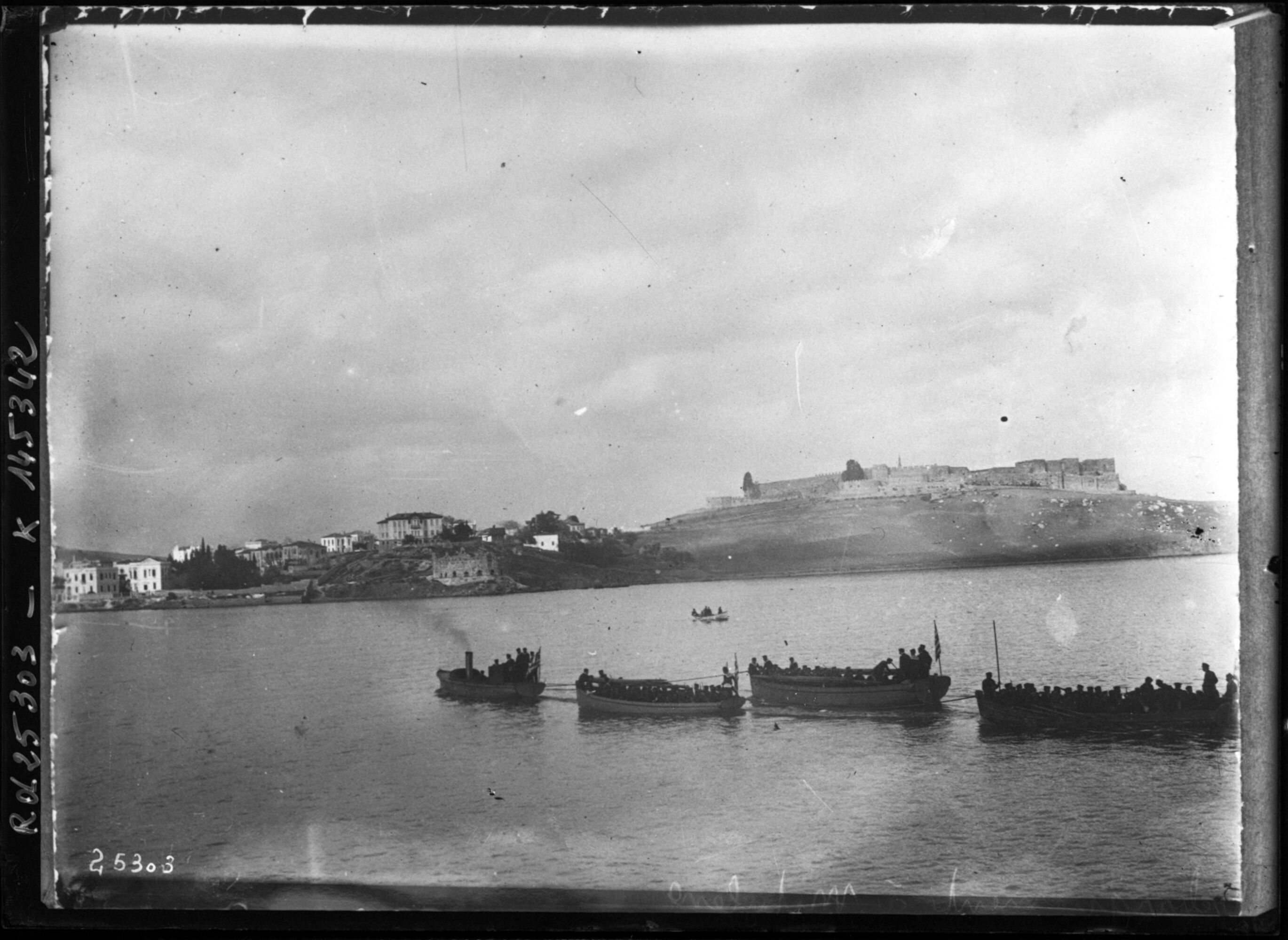
Griechische Truppen landen 1912 in Mytilene

Die Insel wurde Ende 1912 im Zuge der Balkankriege von griechischen Truppen unter Pavlos Koundouriotis fast widerstandslos erobert und nach dem Ersten Weltkrieg durch die Verträge von Sèvres und von Lausanne endgültig Griechenland zugesprochen. Auf Lesbos lebten damals nur noch wenige Türken. Während des Exodus von Griechen aus Kleinasien nach 1923 war Lesbos ein nahe gelegener Fluchtort, und Zehntausende wurden dort sesshaft. Premierminister Eleftherios Venizelos war im Mai 1916 in einer Nachwahl auf der Insel mit überwältigender Mehrheit gewählt worden. Nach der für ihn und seine Partei enttäuschenden Parlamentswahl am 14. November 1920 emigrierte er nach Paris. Der kleinasiatische Feldzug, den seine Nachfolger fortsetzten, endete mit dem Verlust der in Sèvres gewonnenen ostthrakischen und kleinasiatischen Provinzen und der Vertreibung der dort und im übrigen Kleinasien ansässigen Griechen. Die Türken auf Lesbos mussten sich in Ayvalık (Quittenstadt) eine neue Heimat suchen.
1932 wurde der Flughafen Mytilini fertiggestellt. Er ging 1948 in Betrieb.
Im Zweiten Weltkrieg begann die Wehrmacht am 6. April 1941 einen Angriff auf Jugoslawien und Griechenland. Griechenland
kapitulierte am 23. April 1941. Am 27. April besetzten Wehrmachttruppen Athen und am 4. Mai 1941 Lesbos.
Im Januar 1942 wurde in Mytilini die Ortskommandantur 982 für den Bereich dieser Inseln eingesetzt; dem „Befehlshaber Saloniki-Ägäis“ waren auch Milos, Limnos, Chios und die Nördlichen Sporaden unterstellt. Die Versorgungslage war Ende 1941 katastrophal. Generalleutnant Curt von Krenzki kabelte nach Berlin, schon seit 40 Tagen sei kein Brot mehr ausgegeben worden. Im Januar 1942 entstand zwar eine kommunistische Befreiungsbewegung, doch war sie eher das Werk lokaler Honoratioren, eines Offiziers, eines Venizelos-Abgeordneten, dann eines Großgrundbesitzers und des Inhabers einer Seifenfabrik. Ihr gemäßigt sozialreformerisches Programm veranlasste sie dazu, sich in die Volksbefreiungsarmee einzugliedern. Insgesamt wurden während der 40 Monate deutscher Besatzung, die am 10. September 1944 endete, 42 Menschen hingerichtet; die ersten drei am Hafen von Mytilini, die späteren – um Öffentlichkeit zu vermeiden – am Tzamakia-Strand. Dort wurde 1945 eine Gedenkstätte errichtet. Seit 2016 kennzeichnet eine zusätzliche Tafel den Ort als Platz des „Historischen Gedenkens“.

### Flüchtlingskrise (ab 2015)
Auf der Insel (ebenso auf einigen Nachbarinseln, insbesondere Kos) kamen ab dem Frühjahr 2015 täglich mehrere hundert Flüchtlinge an, viele von ihnen aus Syrien. Sie wurden von 'Leuten mit Booten' von der Türkei auf die Insel gebracht. Im September 2015 warteten rund 11.000 Menschen darauf, auf das griechische Festland weiterreisen zu dürfen. Die Insel erlangte als ein Symbol der Flüchtlingskrise in Europa internationale Medienaufmerksamkeit.
Nachdem die Balkanroute weitgehend geschlossen worden war und die Türkei Maßnahmen ergriffen hatte, um die illegale Migration von der Türkei in die EU zu verhindern, landeten bis Sommer 2019 deutlich weniger Flüchtlinge auf Lesbos. Doch im Juli und August 2019 landeten etwa 12.000 Personen mit Booten auf den griechischen Inseln. Das Flüchtlingslager Moria auf Lesbos war ab August mit dem Vierfachen seiner Aufnahmekapazität überbelegt. Im September trat Yannis Balpakakis von seinem Amt zurück, der das Lager seit 2016 geleitet hatte. Ende Januar 2020 zählte man bereits 19.000 Menschen in Moria, das nur für 3000 Flüchtlinge ausgelegt war. Damit war Moria Europas größtes Flüchtlingslager. Um weitere Boote fernzuhalten, wurde ein schwimmendes Schutzsystem vor der Ostküste der Insel angekündigt.
Im Zuge des syrischen Bürgerkriegs ließ die türkische Regierung im Februar und März 2020 nach dem Bruch des EU-Türkei-Abkommens die Grenzen für Flüchtlinge öffnen, was zu einem Anstieg der Flüchtlingszahlen auch nach Lesbos führte. Daraufhin schloss Griechenland seine Landgrenzen zur Türkei. Ankommende Flüchtlinge, Journalisten, Polizisten und Mitglieder von Hilfsorganisationen, die nach der Öffnung der Grenzen auf Lesbos waren, wurden ungestraft attackiert. Am 1. März setzte Athen für 30 Tage das Asylrecht aus und ließ den seither angekommenen Flüchtlingen von der örtlichen Polizeidirektion die Mitteilung zukommen, sie seien „unerwünschte Migranten“ und würden abgeschoben.
Anfang September 2020 ereigneten sich zwei Großbrände in dem Lager, das dabei fast vollständig zerstört wurde.

## Wirtschaft
Lesbos weist eine Besonderheit vor dem patriarchalischen Hintergrund der griechischen Gesellschaft auf, die Hausmitgift (prika). Sie ist auf den Kykladen und in der Ostägäis nach wie vor gängig. Das heißt, eine Frau erhält von ihren Eltern bei der Hochzeit nicht nur die übliche Aussteuer, sondern ein Haus, in das das Paar einzieht, um eine Familie zu gründen. Dies bringt vielen Familien eine Statusverbesserung, wozu auch die Arbeitsmigration entscheidende Voraussetzung ist. Hingegen zog im übrigen Griechenland bis gegen Ende des Zweiten Weltkriegs die Frau in das Haus des Mannes, bzw. in das von dessen Eltern (Patrilokalität). Befürchtungen, die ostgriechische Tradition könnte Mitgiftjäger anziehen oder die Verheiratung armer Frauen verhindern, bis zur Frage, ob Mädchen dadurch weniger erwünscht seien könnten, erwiesen sich als nicht ausschlaggebend, obwohl die Institution heute nicht mehr juristisch geschützt ist. Dies hängt damit zusammen, dass jede Familie von Anfang in einem eigenen Haus beginnt und sich die ökonomischen Bemühungen damit leichter um die nächste Generation drehen können. Im Falle einer Trennung verlässt der Mann nach wie vor das Haus. Im Laufe des Lebenszyklus kann in ähnlicher Weise verfahren werden, dann allerdings an der Stätte der Arbeitsmigration. Meist kehren die Migranten nach Lesbos zurück.

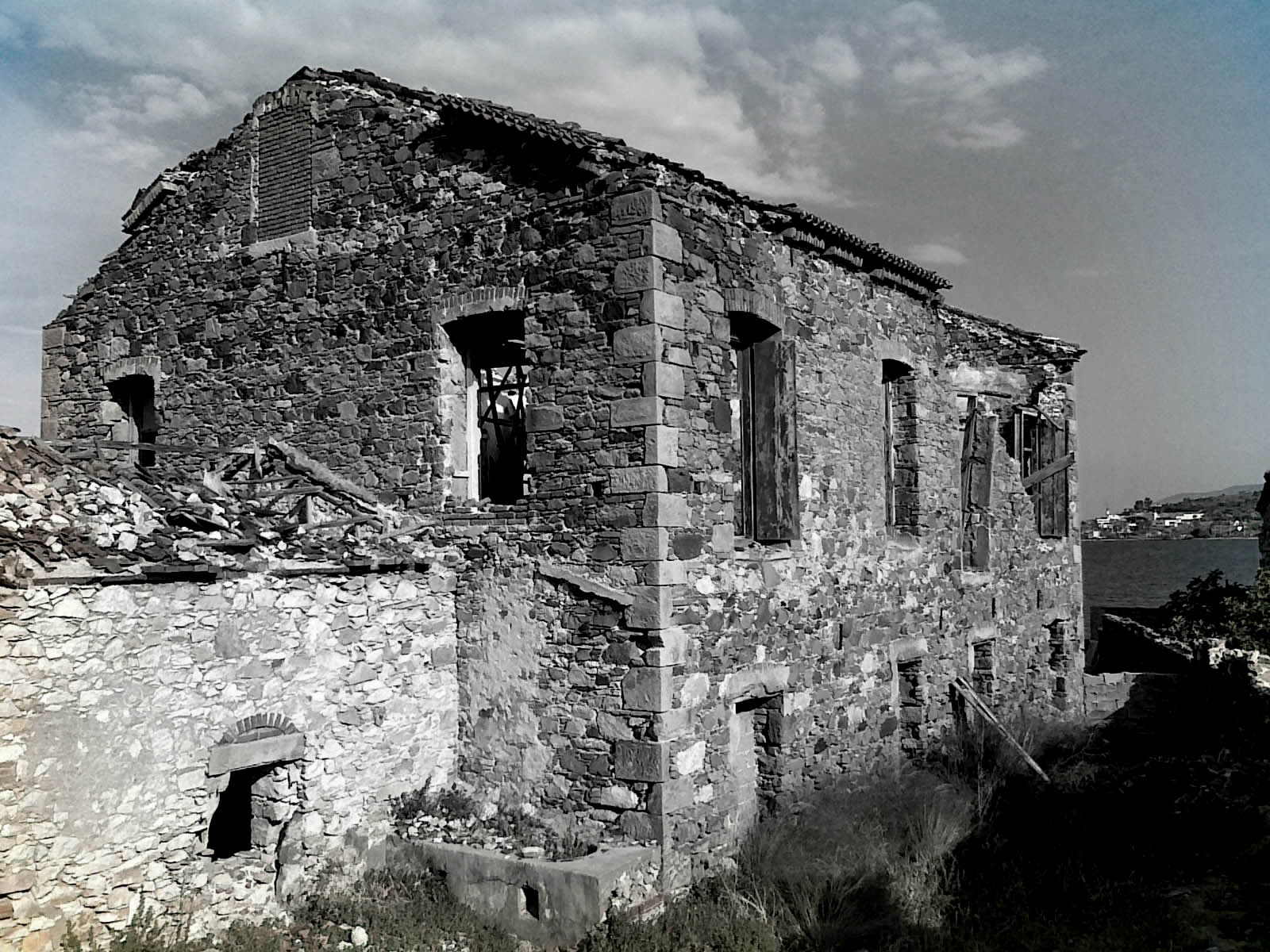
Aufgegebene Olivenpresse in Panagioúda

Lesbos ist seit Jahrtausenden landwirtschaftlich geprägt. Die Haupteinnahmequelle ist das qualitativ hochwertige Olivenöl mit geschützter geografischer Angabe innerhalb der EU. Nach einer botanischen Untersuchung der ostägäischen Inseln – Lesbos war kaum untersucht – bestand 1942 der Export fast ausschließlich aus Oliven. Ende 2017 zählte man auf der Insel 11 Millionen Olivenbäume. Die vorherrschenden Sorten sind Valanolia oder Kolovi, eine vorrangig auf Lesbos vorkommende Sorte, die für etwa 70 % der Produktion steht. Die Sorte Adramitiani oder Aivaliotiki stammt von etwa einem Fünftel der Baumbestände. Diese wachsen fast ausschließlich um Mytilene und liefern sowohl Öl als auch Tafeloliven. Schon um 1900 bedeckten 10 Millionen Olivenbäume die Insel weitgehend, wobei die massenhafte Abwanderung in der Zeit zwischen 1940 und 1981 einen Rückgang der Bevölkerung um 35 % bewirkte und zugleich die Zahl der Betriebe noch stärker abnahm. Zugleich wurde aus der reinen Selbstversorgung zunehmend ein Ausfuhrprodukt. 2016/17 bestanden auf der Insel 54 Ölmühlen.

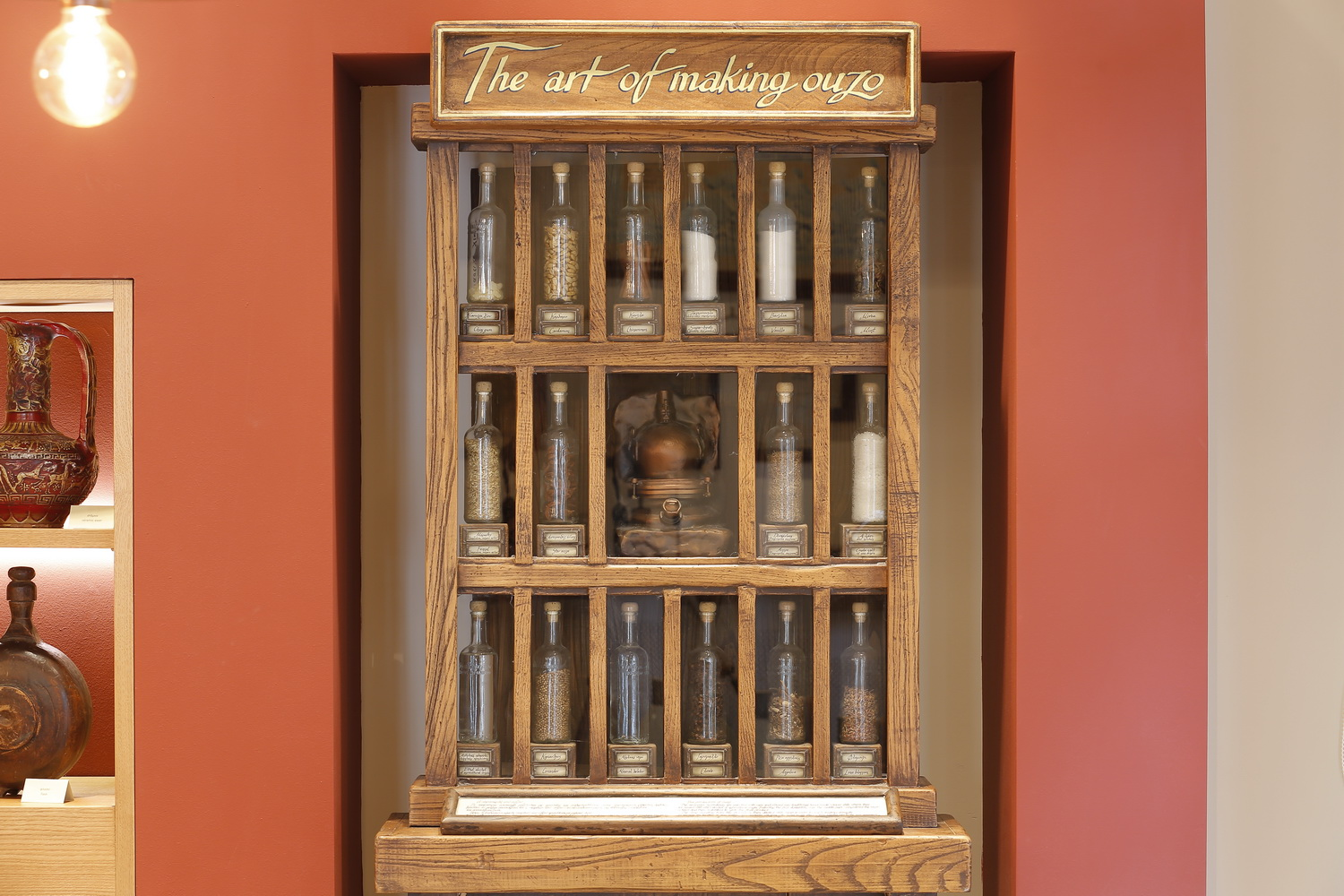
Ouzo-Ausstellung

Weitere Einnahmen werden durch Käse, darunter Feta, Kaseri und Ladotyri mit geschützter Ursprungsbezeichnung, die Ouzoproduktion sowie die Fischerei und Salzgewinnung im Golf von Kalloni erzielt.
Die Destillerien der Insel decken etwa 50 % der gesamten griechischen Ouzoproduktion. Etwa 15 bis 20 % der lokalen Produktion wird auf der Insel verkauft oder konsumiert. Der Rest wird nach Athen, Thessaloniki und dem weltweiten Markt exportiert. Die Produkte der Destillerien Barbayanni und Ouzo Plomari aus Plomari zählen zu bekanntesten und qualitativ hochwertigsten.
Eine weitere Einnahmequelle war bis 2016 der Tourismus, der zum einen durch den internationalen Flughafen Mytilini und zum anderen durch die gute Erreichbarkeit mit der Fähre begünstigt wird. Zu den touristischen Hochburgen zählen Plomari, Petra, Molyvos und Eresos. Seit 2015 findet in Molyvos jährlich im August das Molyvos International Music Festival statt. Ein alljährliches Festival zur Feier der lesbischen Liebe wird in Eresos im Westen der Insel veranstaltet – nach antiken Sagen der Geburtsort von Sappho. Auf Grund der hohen Zahl von Flüchtlingen, die über Lesbos den Zugang nach Europa suchen, hat sich die Anzahl der Touristen im Jahr 2016 im Vergleich zum Vorjahr um ca. 70 % vermindert.

## Kultur

### Museen

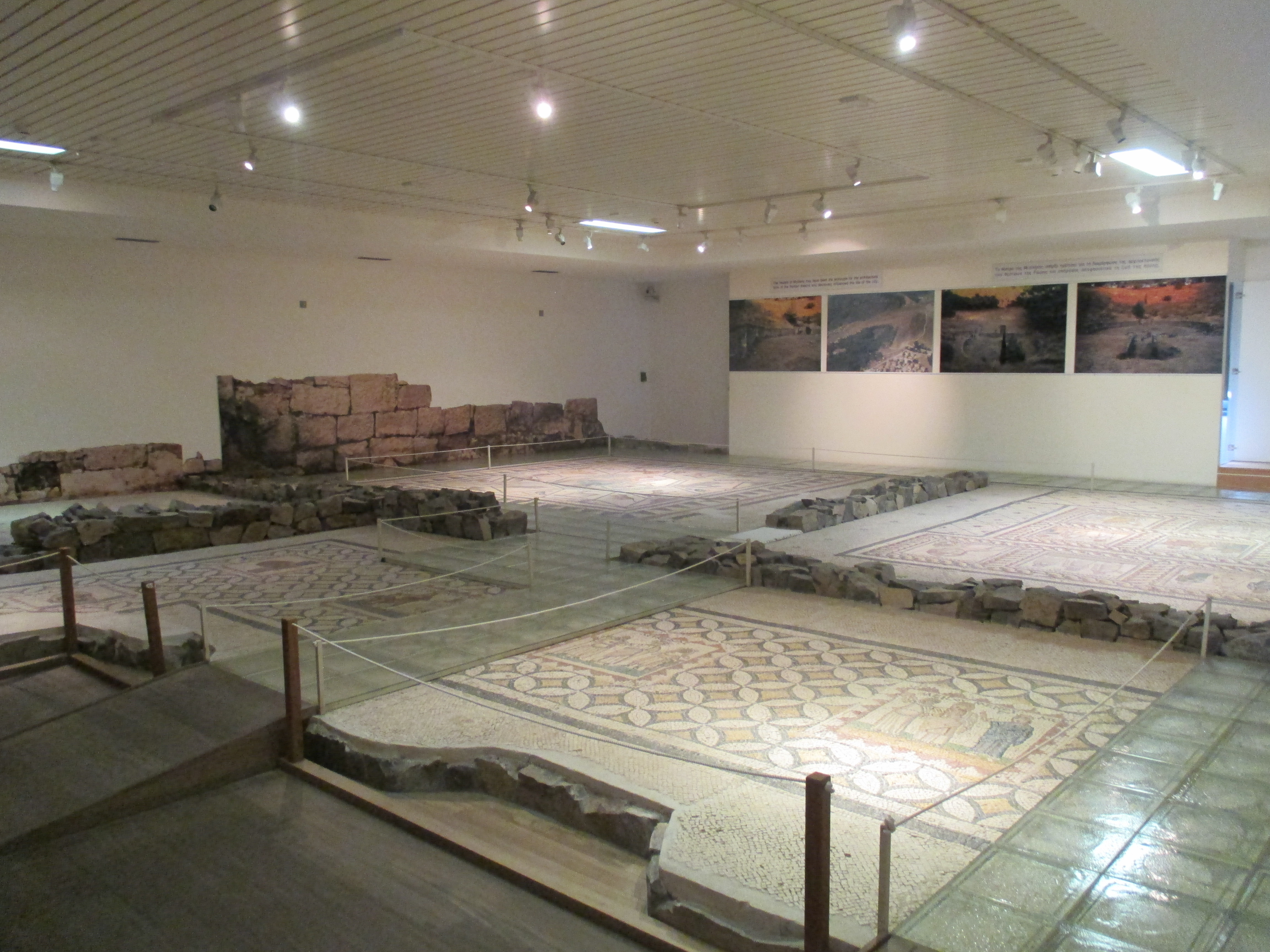
Saal im Archäologischen Museum Mytilene

Auf Lesbos gibt es zahlreiche Museen. In der Inselhauptstadt Mytilini sind folgende am bekanntesten:
- Das Archäologische Museum Mytilini (Αρχαιολογικό Μουσείο Μυτιλήνης); hier werden die wichtigsten archäologischen Funde der Insel ausgestellt. Schwerpunkt sind dabei Ausstellungsstücke aus dem Leben im 2. Jahrhundert v. Chr.[56]
- Das Theofilos Museum (Μουσείο Έργων Θεόφιλου) befindet sich im Vorort Varia und zeigt Werke des naiven Malers Theofilos, der lange auf Lesbos gelebt hat.[57]
- Das Teriade Museum (Μουσείο – Βιβλιοθήκη Στρατή Ελευθεριάδη) liegt in einem Gebäude neben dem Theofilos Museum. Hier sind Kunstbücher, die Werke von Marc Chagall, Le Corbusier, Alberto Giacometti, Henri Matisse, Joan Miró, Pablo Picasso und anderen modernen Künstlern abbilden, ausgestellt. Das Museum wurde von dem aus Varia stammenden Kunstförderer Stratis Eleftheraidis (Teriade) gespendet.[58]

Bekannt sind außerdem noch:
- Das Museum für die Naturgeschichte des versteinerten Waldes von Lesbos (Μουσείο Φυσικής Ιστορίας Απολιθωμένου Δάσους Λέσβου) in Sigri,[59] in dem neben Funden aus dem versteinerten Wald auch die geohistorische Evolution von Lesbos dargestellt wird.
- Das Museum der industriellen Olivenöl-Produktion Lesbos (Μουσείο Βιομηχανικής Ελαιουργίας Λέσβου) in Agia Paraskevi. Es zeigt Schritt für Schritt, wie Olivenöl hergestellt wird.[60]
- Das digitale Museum Georgios Iakovidis (Ψηφιακό Μουσείο Γεώργιος Ιακωβίδης) in Chydira ist dem dort geborenen Künstler Georgios Iakovidis (1853–1932) gewidmet. Es ist das erste digitale Kunstmuseum Griechenlands.[61]

### Sport
Der AEL Kallonis spielte für drei Jahre, von 2013 bis 2016, als erster Fußballverein aus Lesbos in der Super League, der ersten griechischen Liga.

## Reiseberichte
Ab dem Hochmittelalter entstanden diverse Reiseberichte Insel und ihren Bewohnern.
- Der britische Orientalist Richard Pococke (1704–1765) hielt sich längere Zeit auf Lesbos auf und bereiste die ganze Insel. Er gibt einen Bericht über Lesbos (Mytilene) im vierten Kapitel seines Buchs A Description of the East and Some other Countries, Volume II, Part II: Observations on the Islands of the Archipelago, Asia Minor, Thrace, Greece, and some other Parts of Europe, London 1745, S. 15 ff. (Google) Dieser Band erschien in zweiter Auflage 1773 in Erlangen auch auf Deutsch: D. Richard Pococke's Beschreibung des Morgenlandes und einiger andern Länder. Dritter und letzter Theil. Der Abschnitt über Lesbos findet sich dort als 4. Kapitel des ersten Buchs. (Digitalisat SUB Göttingen)
- Der britische Diplomat und Journalist Eustace Grenville Murray (1824–1881) verbrachte die Monate von Oktober 1853 bis Juli 1854 auf Lesbos als Vertreter des dortigen britischen Vizekonsuls Charles T. Newton. Über seine Erlebnisse und Erfahrungen berichtete er in zahlreichen Zeitschriftenartikeln, die 1855 auch in seinem Buch Turkey, Being Sketches from Life. Reprinted in Part from “Household Words”, London: G. Routledge, erschienen. (Google)
- Der deutsche Archäologe Alexander Conze (1831–1914) besuchte Lesbos im Sommer 1858. Sieben Jahre später veröffentlichte er darüber das Buch Reise auf der Insel Lesbos, Hannover 1865. (Digitalisat UB Heidelberg)

### Ökologie, Paläobotanik
- Dimitra Mantzouka, Jakub Sakala, Zlatko Kvacek, Efterpi Koskeridou, Vasileios Karakitsios: Petrified Forest of Lesbos Island (Greece): A Palaeobotanical Puzzle of a Unique Geopark and the New Discoveries. World Multidisciplinary Earth Sciences Symposium (WMESS 2018) 3–7 September 2018, Prague, Czech Republic (=IOP Conference Series: Earth and Environmental Science, 221). (online)
- Nickolas C Zouros: The Miocene Petrified Forest of Lesvos, Greece: Research and Geoconservation Activities, in: Geoconservation Research 4 (2021) 635–649 (online)
- M. Paléologos Candargy: Flore De L'ile De Lesbos, in: Bulletin de la Société Botanique de France, 44 (1897) 145–162. (online)
- J. de Vos, J. van der Made, A. Athanassiou, G. Lyras, P. Sondaar, M. Dermitzakis: Preliminary note on the late Pliocene fauna from Vatera (Lesvos, Greece), in: Ann Géol Pays Helléniques 39 (2002) 37–69 (darunter Giraffen).

### Gesellschaft
- Ulrike Krasberg: Die Mitgift und die Stellung der Frau auf der griechischen Insel Lesbos, in: Ethnologia Europaea 25 (1995) 131–140.

### Geschichte

#### Bronzezeit
- Kyriacos Lambrianides: The Early Bronze Age Sites of Lesbos and the Madra Çay Delta: New Light on a Discrete Regional Centre of Prehistoric Settlement and Society in the Northeast Aegean, in: H. Erkanal, H. Hauptmann, V. Şahoğlu, R. Tuncel (Hrsg.): The Aegean in the Neolithic, Chalcolithic and the Early Bronze Age. October 13th–19th 1997, Urla-İzmir (Turkey), Ankara, Ankara Üniversitesi Sualti Arkeolojik Arastirma ve Uygulama Merkezi, 1997, S. 333–354.

#### Antike
- Robert Koldewey: Die antiken Baureste der Insel Lesbos. Mit 29 Tafeln und Textabbildungen, zwei Karten von Heinrich Kiepert und Beiträgen von H.G. Lolling, Berlin 1890. (Digitalisat UB Heidelberg)
- Gerd Sachs: Lesbos in der Antike. Archäologie, Geschichte, Kultur (= Antiquitates, 73), Verlag Dr. Kovač, Hamburg 2020. ISBN 978-3-339-11416-7
- Warwick Wroth: Catalogue of the Greek Coins of Troas, Aeolis, and Lesbos, London 1894, S. 150–216/220 (auf den letzten Seiten werden nahe gelegene Inseln dargestellt).
- Anthony Kaldellis: Lesbos in Late Antiquity: Live Evidence and New Models for Religious Change, in: William Caraher, Linda Jones Hall, R. Scott Moore (Hrsg.): Archaeology and History in Roman, Medieval and Post-medieval Greece. Studies on Method and Meaning in Honor of Timothy E. Gregory, Ashgate, 2008, S. 155–167.

#### Mittelalter
- Johannes Koder: Lesbos. In: Lexikon des Mittelalters (LexMA). Band 5. Artemis & Winkler, München/Zürich 1991, ISBN 3-7608-8905-0, Sp. 1908.
- Anthony Kaldellis, Stephanos Efthymiades: The Prosopography of Byzantine Lesbos, 284-1355 A.D. A Contribution to the Social History of the Byzantine Province (=Denkschriften der philosophisch-historischen Klasse, 403), Verlag der Österreichischen Akademie der Wissenschaften, Wien 2010. (academia.edu)

#### Neuere Geschichte
- Ευρυδίκη Σιφναίου (Evrydiki Sifnaiou): Λέσβος, Οικονομική και Κοινωνική Ιστορία (1840–1912), Trochalia, Athen 1996, S. 395, ISBN 978-960-9653-31-2 (Wirtschafts- und Sozialgeschichte). Online (PDF; 70,6 MB)

### Architektur

#### Traditionelle Architektur
- Marika Zagorisiou, G. Giannouleli: Παραδοσιακή αρχιτεκτονική της Λέσβου – Traditional architecture of Lesvos, Hrsg.: Τεχνικό Επιμελητήριο Ελλάδας (TEE), 1995. ISBN 960-7018-52-4